# Zoran Zekić
Zoran Zekić (Osijek, 29. travnja 1974.) hrvatski je nogometni trener i bivši nogometaš. Trenutačno je bez kluba. 
Dana 1. rujna 2015. postao je trenerom NK Osijek, nakon što je dan prije Dražen Besek odstupio s tog mjesta. Dana 29. ožujka 2019. stavio je svoj mandat na raspolaganje, što je ubrzo i prihvaćeno. Nakon 4 godine u NK Osijeku ponovno se vraća u moldavski Sheriff iz Tiraspola.
Prve športske uspjehe doživio je u sezoni 2003./04., kada je, dok je igrao za Kamen Ingrad postigao 13 golova u 15 utakmica, te je bio najbolji strijelac lige na kraju polusezone. Njegove dobre igre zapazio je izraelski klub Maccabi Haifa, u koji je prešao početkom 2004. godine. Međutim, u klubu nije dobio pravu priliku, pa se na kraju sezone vraća u Prvu HNL, u redove zagrebačkog Dinama. Nakon toga promijenio je još nekoliko klubova, da bi u sezoni 2007./08. potpisao za drugoligaša Istru 1961, te je nakon jedne sezone provedene u Puli raskinuo ugovor s čelnicima kluba koji su mu dali slobodne ruke u traženju novog kluba. U ljeto 2008. potpisuje ugovor s još jednim drugoligašem, sisačkom Segestom. Nakon Segeste, nastupao je još za Moslavinu, Lučko i Maksimir.

## Vanjske poveznice
- Profil na Nogometnom magazinu